# دون هيو
دون هيو (بالإنجليزية: Don Vaughan)‏ هو سياسي أمريكي، ولد في 21 يونيو 1937 في كوس باي في الولايات المتحدة.